# Vergnügte Ruh', beliebte Seelenlust
Vergnügte Ruh', beliebte Seelenlust (in tedesco, "Diletta quiete, amata gioia dell'anima") BWV 170 è una cantata di Johann Sebastian Bach.

## Storia
La cantata Vergnügte Ruh', beliebte Seelenlust venne composta da Bach a Lipsia nel 1726 in occasione della sesta domenica dopo la Trinità, che quell'anno cadeva il 28 luglio, giorno della prima esecuzione nella Thomaskirche.
Il testo è interamente tratto dal Gottgefälliges Kirchen-Opffer del 1711 di Georg Christian Lehms.
Si tratta di una delle quattro cantate (le altre sono Widerstehe doch der Sünde BWV 54, Geist und Seele wird verwirret BWV 35 e Gott soll allein mein Herze haben BWV 169) scritte per contralto.

## Struttura
La cantata è composta per contralto solista, oboe d'amore, violino I e II, viola, organo obbligato e basso continuo ed è suddivisa in cinque movimenti:
1. Aria: Vergnügte Ruh', beliebte Seelenlust, per contralto, oboe, archi e continuo.
2. Recitativo: Die Welt, das Sündenhaus, per contralto e continuo.
3. Aria: Wie jammern mich doch die verkehrten Herzen, per contralto, organo obbligato, archi e continuo.
4. Recitativo: Wer sollte sich demnach, per contralto, archi e continuo.
5. Aria: Mir ekelt mehr zu leben, per contralto e orchestra.

## Testo
| 1 Aria Vergnügte Ruh', beliebte Seelenlust, Dich kann man nicht bei Höllensünden, Wohl aber Himmelseintracht finden; Du stärkst allein die schwache Brust. Drum sollen lauter Tugendgaben In meinem Herzen Wohnung haben. 2 Recitativo Die Welt, das Sündenhaus, Bricht nur in Höllenlieder aus Und sucht durch Hass und Neid Des Satans Bild an sich zu tragen. Ihr Mund ist voller Ottergift, Der oft die Unschuld tödlich trifft, Und will allein von Racha! sagen. Gerechter Gott, wie weit Ist doch der Mensch von dir entfernet; Du liebst, jedoch sein Mund Macht Fluch und Feindschaft kund Und will den Nächsten nur mit Füßen treten. Ach! Diese Schuld ist schwerlich zu verbeten. 3 Aria Wie jammern mich doch die verkehrten Herzen, Die dir, mein Gott, so sehr zuwider sein; Ich zittre recht und fühle tausend Schmerzen, Wenn sie sich nur an Rach' und Hass erfreuen. Gerechter Gott, was magst du doch gedenken, Wenn sie allein mit rechten Satansränken Dein scharfes Strafgebot so frech verlacht. Ach! ohne Zweifel hast du so gedacht: Wie jammern mich doch die verkehrten Herzen! 4 Recitativo Wer sollte sich demnach Wohl hier zu leben wünschen, Wenn man nur Hass und Ungemach Vor seine Liebe sieht? Doch, weil ich auch den Feind Wie meinen besten Freund Nach Gottes Vorschrift lieben soll, So flieht Mein Herze Zorn und Groll Und wünscht allein bei Gott zu leben, Der selbst die Liebe heißt. Ach, eintrachtvoller Geist, Wenn wird er dir doch nur sein Himmelszion geben? 5 Aria Mir ekelt mehr zu leben, Drum nimm mich, Jesu, hin! Mir graut vor allen Sünden, Lass mich dies Wohnhaus finden, Woselbst ich ruhig bin. | 1 Aria Diletta quiete, amata gioia dell'anima, non fra i peccati dell'inferno, ma nell'armonia del cielo ti si può trovare; tu sola corrobori il cuore debole. Per questo i puri doni della virtù devono trovare dimora nel mio cuore. 2 Recitativo Il mondo, dimora del peccato, dà sfogo solo a canti infernali e cerca attraverso l'odio e l'invidia di conformarsi al disegno di Satana. La sua bocca è piena di veleno, la quale spesso si scaglia mortalmente sull'innocente, e vuole solo dire: racha! [pazzo, persona insignificante]. Retto Dio, quanto è lontano da te l'uomo; tu ami, tuttavia la sua bocca proclama bestemmia e ostilità e vuole solo calpestare il prossimo. Ah! quante preghiere per espiare questa colpa! 3 Aria Quanta compassione mi fanno i cuori corrotti che tanto ti ripugnano, mio Dio; Io giustamente rabbrividisco e sento migliaia di dolori quando essi si compiacciono di vendetta e odio. Retto Dio, cosa puoi tu pensare, quando essi solo con intrighi tanto diabolici deridono sfacciatamente la tua severa legge. Ah! senza dubbio così hai pensato: Quanta compassione mi fanno i cuori corrotti! 4 Recitativo Chi dovrebbe quindi desiderare di vivere qui, quando solo odio e pena sono contraccambiati all'amore? Ma, poiché anche il nemico come il mio migliore amico devo amare secondo la prescrizione divina, allora rifugge il mio cuore l'ira e il rancore e desidera solo vivere vicino a Dio, il quale è egli stesso amore. Oh spirito pieno di armonia, quando ti concederà egli la sua Sion celeste? 5 Aria Mi disgusta vivere oltre, per questo, Gesù, accoglimi! Provo orrore per tutti i peccati, concedimi di trovare questa dimora, dove io sarò in pace. |